# Uriah Tracy
Uriah Tracy (Franklin, 1755. február 2. – Washington, 1807. július 19.) az Amerikai Egyesült Államok szenátora (Connecticut, 1796–1807).